# 羅謝爾 (伊利諾伊州)
羅謝爾（英語：Rochelle）是一個位於美國伊利諾伊州奧格爾縣的城市。

## 地理
羅謝爾的座標為41°55′24″N 89°03′56″W / 41.92333°N 89.06556°W，而該地的平均海拔高度為251米（即823英尺）。

## 人口
根據2010年美國人口普查的數據，羅謝爾的面積為33.62平方千米，當中陸地面積為33.57平方千米，而水域面積為0.05平方千米。當地共有人口9574人，而人口密度為每平方千米284.77人。